# 福斯滕里德大道站
福斯滕里德大道站（德語：U-Bahnhof Forstenrieder Allee）是慕尼黑地铁3号线位于慕尼黑塔尔基兴-上森德灵-福斯滕里德-菲尔斯滕里德-索恩的一座车站。